# Radna, Sevnica
Radna este o localitate din comuna Sevnica, Slovenia, cu o populație de 68 de locuitori.